# Bundestagswahlkreis Hamburg-Nord
Der Bundestagswahlkreis Hamburg-Nord (Wahlkreis 21) ist ein Wahlkreis in Hamburg für die Wahlen zum Deutschen Bundestag. Er umfasst vom Bezirk Hamburg-Nord die Stadtteile Alsterdorf, Eppendorf, Fuhlsbüttel, Groß Borstel, Hoheluft-Ost, Langenhorn, Ohlsdorf und Winterhude sowie vom Bezirk Wandsbek die Stadtteile Bergstedt, Duvenstedt, Hummelsbüttel, Lemsahl-Mellingstedt, Poppenbüttel, Sasel, Wellingsbüttel und Wohldorf-Ohlstedt. Bei der Bundestagswahl 2017 waren 219.939 Einwohner wahlberechtigt.

## Geschichte
Bei den Bundestagswahlen 1980 bis 1998 hatte der Wahlkreis Hamburg-Nord die Nummer 15. Bei den Bundestagswahlen 2002 bis 2009 trug er die Wahlkreisnummer 22, seit 2013 hat er die Nummer 21.
Der Wahlkreis wurde für die Bundestagswahl 1980 neu gebildet und ging im Wesentlichen aus dem ehemaligen Wahlkreis Hamburg-Nord I und dem Nordteil des Wahlkreises Hamburg-Wandsbek (Ortsamtsgebiete Alstertal und Walddörfer ohne den Stadtteil Volksdorf) hervor. Das Wahlkreisgebiet besteht seit 1980 unverändert. Das zum Bezirk Hamburg-Nord gehörige Ortsamtsgebiet Barmbek-Uhlenhorst gehört seit 1980 zum Wahlkreis Hamburg-Mitte, es bildete seit 1972 den Kernbestand des Wahlkreises Hamburg-Nord II.

## Wahlkreisabgeordnete
| Wahl | Abgeordneter | Abgeordneter         | Partei | Stimmen in % |
| ---- | ------------ | -------------------- | ------ | ------------ |
| 1980 |              | Hans Apel            | SPD    | 49,7         |
| 1983 | 45,7         | Hans Apel            | SPD    |              |
| 1987 |              | Dirk Fischer         | CDU    | 42,8         |
| 1990 | 41,6         | Dirk Fischer         | CDU    |              |
| 1994 | 40,9         | Dirk Fischer         | CDU    |              |
| 1998 |              | Anke Hartnagel       | SPD    | 47,1         |
| 2002 | 48,4         | Anke Hartnagel       | SPD    |              |
| 2005 |              | Christian Carstensen | SPD    | 43,3         |
| 2009 |              | Dirk Fischer         | CDU    | 38,4         |
| 2013 | 39,7         | Dirk Fischer         | CDU    |              |
| 2017 |              | Christoph Ploß       | CDU    | 33,5         |
| 2021 |              | Dorothee Martin      | SPD    | 30,7         |
| 2025 |              | Christoph Ploß       | CDU    | 28,1         |

## Wahlergebnisse

### Bundestagswahl 2025
| Kandidaten                                             | Kandidaten                           | Parteien/Listen     | Erststimmen | Erststimmen | Zweitstimmen | Zweitstimmen |
| Kandidaten                                             | Kandidaten                           | Parteien/Listen     | Stimmen     | %           | Stimmen      | %            |
| ------------------------------------------------------ | ------------------------------------ | ------------------- | ----------- | ----------- | ------------ | ------------ |
|                                                        | Dorothee Katja Julia Martin          | SPD                 | 50.336      | 26,6        | 42.685       | 22,5         |
|                                                        | Katharina Barbara Maria Beck         | GRÜNE               | 42.876      | 22,7        | 39.931       | 21,1         |
|                                                        | Christoph Johannes Ploßgewählt im WK | CDU                 | 53.094      | 28,1        | 49.436       | 26,1         |
|                                                        | Robert Bläsing                       | FDP                 | 7.028       | 3,7         | 11.090       | 5,9          |
|                                                        | Rachid Messaoudi                     | Die Linke           | 14.915      | 7,9         | 19.315       | 10,2         |
|                                                        | Eckbert Ollrick Morten Sachse        | AfD                 | 15.266      | 8,1         | 15.782       | 8,3          |
|                                                        | —                                    | Tierschutzpartei    | –           | –           | 1.492        | 0,8          |
|                                                        | —                                    | Die PARTEI          | –           | –           | 624          | 0,3          |
|                                                        | Dominik Heinrich Tobaben             | FREIE WÄHLER        | 1.376       | 0,7         | 590          | 0,3          |
|                                                        | Petra Engelking                      | Volt                | 4.175       | 2,2         | 2.635        | 1,4          |
|                                                        | —                                    | MLPD                | –           | –           | 46           | 0,0          |
|                                                        | —                                    | BÜNDNIS DEUTSCHLAND | –           | –           | 179          | 0,1          |
|                                                        | —                                    | BSW                 | –           | –           | 5.700        | 3,0          |
| Gesamt                                                 | Gesamt                               | Gesamt              | 189.066     | 100         | 189.505      | 100          |
|                                                        |                                      |                     |             |             |              |              |
| Ungültige Stimmen                                      | Ungültige Stimmen                    | Ungültige Stimmen   | 1.167       | 0,6         | 728          | 0,4          |
| Wähler                                                 | Wähler                               | Wähler              | 190.233     | 85,6        | 190.233      | 85,6         |
| Wahlberechtigte                                        | Wahlberechtigte                      | Wahlberechtigte     | 222.153     |             | 222.153      |              |
|                                                        |                                      |                     |             |             |              |              |
| Quellen: Die Bundeswahlleiterin, Kandidaten – Ergebnis |                                      |                     |             |             |              |              |

### Bundestagswahl 2021
| Kandidaten                                            | Kandidaten                   | Parteien/Listen   | Erststimmen | Erststimmen | Zweitstimmen | Zweitstimmen |
| Kandidaten                                            | Kandidaten                   | Parteien/Listen   | Stimmen     | %           | Stimmen      | %            |
| ----------------------------------------------------- | ---------------------------- | ----------------- | ----------- | ----------- | ------------ | ------------ |
|                                                       | Christoph Ploß               | CDU               | 43.870      | 23,8        | 34.387       | 18,6         |
|                                                       | Dorothee Martingewählt im WK | SPD               | 56.594      | 30,7        | 51.575       | 27,9         |
|                                                       | Katharina Beck               | GRÜNE             | 47.375      | 25,7        | 46.531       | 25,2         |
|                                                       | Deniz Celik                  | DIE LINKE         | 9.095       | 4,9         | 8.741        | 4,7          |
|                                                       | Robert Bläsing               | FDP               | 15.786      | 8,6         | 26.247       | 14,2         |
|                                                       | Benjamin Mennerich           | AfD               | 6.259       | 3,4         | 6.811        | 3,7          |
|                                                       | –                            | Die PARTEI        | –           | –           | 1.443        | 0,8          |
|                                                       | –                            | Tierschutzpartei  | –           | –           | 1.893        | 1,0          |
|                                                       | Almut Becker                 | FREIE WÄHLER      | 1.540       | 0,8         | 939          | 0,5          |
|                                                       | –                            | ÖDP               | –           | –           | 292          | 0,2          |
|                                                       | –                            | V-Partei³         | –           | –           | 220          | 0,1          |
|                                                       | Ingo Stawitz                 | NPD               | 93          | 0,1         | 79           | 0,0          |
|                                                       | Susanne Bader                | MLPD              | 174         | 0,1         | 48           | 0,0          |
|                                                       | –                            | DKP               | –           | –           | 72           | 0,0          |
|                                                       | Jörn Böttcher                | dieBasis          | 3.258       | 1,8         | 2.535        | 1,4          |
|                                                       | –                            | BÜNDNIS21         | –           | –           | 53           | 0,0          |
|                                                       | –                            | du.               | –           | –           | 150          | 0,1          |
|                                                       | Steffan Nethe                | LKR               | 179         | 0,1         | 64           | 0,0          |
|                                                       | –                            | Die Humanisten    | –           | –           | 182          | 0,1          |
|                                                       | –                            | PIRATEN           | –           | –           | 606          | 0,3          |
|                                                       | –                            | Team Todenhöfer   | –           | –           | 875          | 0,5          |
|                                                       | –                            | Volt              | –           | –           | 948          | 0,5          |
| Gesamt                                                | Gesamt                       | Gesamt            | 184.223     | 100         | 184.691      | 100          |
|                                                       |                              |                   |             |             |              |              |
| Ungültige Stimmen                                     | Ungültige Stimmen            | Ungültige Stimmen | 1.234       | 0,7         | 766          | 0,4          |
| Wähler                                                | Wähler                       | Wähler            | 185.457     | 84,3        | 185.457      | 84,3         |
| Wahlberechtigte                                       | Wahlberechtigte              | Wahlberechtigte   | 219.909     |             | 219.909      |              |
|                                                       |                              |                   |             |             |              |              |
| Quellen: Die Bundeswahlleiterin, Kandidaten – Stimmen |                              |                   |             |             |              |              |

### Bundestagswahl 2017
Zur Bundestagswahl 2017 am 24. September wurden 7 Direktkandidaten und 16 Landeslisten zugelassen.
| Direktkandidat     | Partei           | Erststimmen in % | Zweitstimmen in % |
| ------------------ | ---------------- | ---------------- | ----------------- |
| Dorothee Martin    | SPD              | 30,8             | 21,4              |
| Christoph Ploß     | CDU              | 33,5             | 31,3              |
| Anja Hajduk        | GRÜNE            | 13,6             | 14,4              |
| Rainer Behrens     | DIE LINKE        | 7,5              | 9,4               |
| Robert Bläsing     | FDP              | 8,4              | 13,9              |
| Delphine Thiermann | AfD              | 5,5              | 6,2               |
| ‒                  | NPD              | ‒                | 0,1               |
| ‒                  | Die PARTEI       | ‒                | 1,1               |
| Jens Rohde         | FREIE WÄHLER     | 0,7              | 0,3               |
| ‒                  | ÖDP              | ‒                | 0,2               |
| ‒                  | MLPD             | ‒                | 0,0               |
| ‒                  | BGE              | ‒                | 0,3               |
| ‒                  | DiB              | ‒                | 0,4               |
| ‒                  | DKP              | ‒                | 0,0               |
| ‒                  | Tierschutzpartei | ‒                | 0,7               |
| ‒                  | V-Partei³        | ‒                | 0,2               |

### Bundestagswahl 2013
Zur Bundestagswahl 2013 am 22. September wurden 9 Direktkandidaten und 13 Landeslisten zugelassen.
| Direktkandidat       | Partei       | Erststimmen in % | Zweitstimmen in % |
| -------------------- | ------------ | ---------------- | ----------------- |
| Dirk Fischer         | CDU          | 39,7             | 36,5              |
| Christian Carstensen | SPD          | 34,8             | 30,2              |
| Anja Hajduk          | GRÜNE        | 11,9             | 12,5              |
| Sylvia Canel         | FDP          | 2,4              | 6,3               |
| Herbert Schulz       | DIE LINKE    | 4,7              | 6,5               |
| Sebastian Seeger     | PIRATEN      | 2,2              | 2,3               |
| Helmut Dörlitz       | NPD          | 0,4              | 0,4               |
| ‒                    | RENTNER      | ‒                | 0,4               |
| ‒                    | ÖDP          | ‒                | 0,2               |
| ‒                    | MLPD         | ‒                | 0,0               |
| Jörn Kruse           | AfD          | 3,5              | 4,1               |
| Kai Connelly         | FREIE WÄHLER | 0,4              | 0,3               |
| ‒                    | Die PARTEI   | ‒                | 0,4               |

### Bundestagswahl 2009
| Direktkandidat       | Partei                | Erststimmen in % | Zweitstimmen in % |
| -------------------- | --------------------- | ---------------- | ----------------- |
| Christian Carstensen | SPD                   | 33,2             | 25,3              |
| Dirk Fischer         | CDU                   | 38,4             | 31,1              |
| Petra Osinski        | Bündnis 90/Die Grünen | 13,1             | 16,3              |
| Robert Bläsing       | FDP                   | 8,0              | 15,6              |
| Vera Niazi-Shahabi   | Die Linke             | 6,7              | 8,3               |
| Lothar Baseler       | NPD                   | 0,6              | 0,5               |
| –                    | PIRATEN               | –                | 2,0               |
| –                    | RENTNER               | –                | 0,5               |
| –                    | ödp                   | –                | 0,3               |
| –                    | MLPD                  | –                | 0,0               |